# The Bracelet (film 1913)
The Bracelet è un cortometraggio muto del 1913. Il nome del regista non viene riportato nei credit del film che, prodotto dalla Reliance, fu interpretato da Donald Crisp, Anna Laughlin, Harry Spingler, Ralph Lewis e Paul Scardon.

## Produzione
Il film venne prodotto dalla Reliance Film Company.

## Distribuzione
Distribuito dalla Mutual Film, il film - un cortometraggio di una bobina - uscì nelle sale cinematografiche statunitensi il 12 novembre 1913.